# Polydrusus pilosus
Polydrusus pilosus — вид долгоносиков-скосарей из подсемейства Entiminae.

## Описание
Жук длиной 5,5—7,5 мм. Головотрубка немного, но явственно длиннее своей ширины перед глазами, в тонких прилегающих волосках, чешуйки имеются обычно только на её боках. Переднеспинка, как правило, с резко ограниченной тёмной полоской посредине разделённой тонкой светлой линией из треугольных чешуек.

## Экология
Жук встречается преимущественно на хвойных.

## Подвиды
- Polydrusus pilosus italicus Schilsky, 1910
- Polydrusus pilosus pilosus Gredler, 1866